# Cagliari Calcio 1973-1974
Questa voce raccoglie le informazioni riguardanti il Cagliari Calcio nelle competizioni ufficiali della stagione 1973-1974.

## Stagione
La squadra sarda in questa stagione è affidata all'allenatore Giuseppe Chiappella.
Sembrano lontani i tempi di quando si lottava per il titolo, inoltre la squadra paga il ringiovanimento della rosa e quindi ci si deve accontentare di raggiungere una tranquilla salvezza. 
Nelle prime 8 giornate di campionato i rossoblù hanno ottenuto sei pareggi e due sconfitte. La prima vittoria arriverà alla 9ª giornata, ottenuta peraltro con la Juventus capolista. La vittoria arriva grazie a una punizione-bomba di Gigi Riva mentre la rete del 2-1 è sigliata da Sergio Gori. 
L'altra vittoria di prestigio sarà con l'Inter a San Siro dove i cagliaritani prevalgono con un gol del solito Riva. Da questa giornata il Cagliari continuerà discretamente conquistando la matematica salvezza alla 27ª giornata (12a di ritorno) battendo il 28 Aprile 1974 la Fiorentina al Sant'Elia, in un drammatico incontro, per 1-0 con una rete dell'esordiente Gigi Piras, subentrato al 40º minuto del primo tempo all'infortunato Nené.
Il Cagliari concluderà il campionato al 10º posto con 28 punti. Con 15 reti realizzate è ancora Gigi Riva il bomber stagionale. 
Pessima la partecipazione alla Coppa Italia: la squadra rossoblù, inserita nel girone 7 delle qualificazioni vinto dall'Atalanta, arriva ultima raccogliendo nelle cinque partite eliminatorie un solo punto.
Tra i migliori della stagione vi sono il roccioso difensore Mario Valeri e il duttile centrocampista Cesare Butti, entrambi all'esordio in serie A.

## Rosa
| N. |                   | Ruolo | Calciatore                  |
| -- | ----------------- | ----- | --------------------------- |
|    | Italia (bandiera) | P     | Enrico Albertosi (capitano) |
|    | Italia (bandiera) | P     | Renato Copparoni            |
|    | Italia (bandiera) | D     | Riccardo Dessì              |
|    | Italia (bandiera) | D     | Bruno Lombardi              |
|    | Italia (bandiera) | D     | Eraldo Mancin               |
|    | Italia (bandiera) | D     | Comunardo Niccolai          |
|    | Italia (bandiera) | D     | Fabrizio Poletti            |
|    | Italia (bandiera) | D     | Renato Roffi                |
|    | Italia (bandiera) | D     | Giuseppe Tomasini           |
|    | Italia (bandiera) | D     | Mario Valeri                |
|    | Italia (bandiera) | C     | Mario Brugnera              |

| N. |                    | Ruolo | Calciatore         |
| -- | ------------------ | ----- | ------------------ |
|    | Italia (bandiera)  | C     | Cesare Butti       |
|    | Italia (bandiera)  | C     | Costantino Idini   |
|    | Brasile (bandiera) | C     | Nené               |
|    | Italia (bandiera)  | C     | Bruno Nobili       |
|    | Italia (bandiera)  | C     | Sergio Nocera      |
|    | Italia (bandiera)  | C     | Cesare Poli        |
|    | Italia (bandiera)  | C     | Roberto Quagliozzi |
|    | Italia (bandiera)  | A     | Sergio Gori        |
|    | Italia (bandiera)  | A     | Desiderio Marchesi |
|    | Italia (bandiera)  | A     | Vittorio Petta     |
|    | Italia (bandiera)  | A     | Luigi Piras        |
|    | Italia (bandiera)  | A     | Gigi Riva          |

## Calciomercato
| Acquisti         | Acquisti           | Acquisti     | Acquisti   |
| R.               | Nome               | da           | Modalità   |
| ---------------- | ------------------ | ------------ | ---------- |
| C                | Cesare Butti       | Bari         | definitivo |
| C                | Cesare Poli        | L.R. Vicenza | definitivo |
| Altre operazioni |                    |              |            |
| R.               | Nome               | da           | Modalità   |
| D                | Mario Valeri       | Torres       | definitivo |
| C                | Bruno Nobili       | Avellino     | definitivo |
| A                | Desiderio Marchesi | Avellino     | definitivo |

| Cessioni         | Cessioni           | Cessioni     | Cessioni   |
| R.               | Nome               | a            | Modalità   |
| ---------------- | ------------------ | ------------ | ---------- |
| D                | Pierluigi Cera     | Cesena       | definitivo |
| D                | Mario Martiradonna | Monsummanese | definitivo |
| C                | Angelo Domenghini  | Roma         | definitivo |
| A                | Mario Maraschi     | Sampdoria    | definitivo |
| Altre operazioni |                    |              |            |
| R.               | Nome               | a            | Modalità   |
| D                | Oreste Lamagni     | Empoli       | prestito   |
| C                | Roberto Leschio    | Sorrento     | prestito   |

## Risultati

### Serie A

#### Girone di andata
| Cagliari 7 ottobre 1973 1ª giornata | Cagliari        | 0 – 0 | Napoli | Stadio Sant'Elia\| Arbitro: \| Giunti (Arezzo) \| |
| Arbitro:                            | Giunti (Arezzo) |       |        |                                                   |

| Arbitro: | Panzino (Catanzaro) |

|                  |           |          |
| Villa 62’ (rig.) | Marcatori | 32’ Riva |

| Arbitro: | Menegali (Roma) |

|                 |           |                   |
| Riva 19’ (rig.) | Marcatori | 79’ (rig.) Pulici |

| Arbitro: | Reggiani (Bologna) |

|                          |           |               |
| Bianchi 17’ Chiarugi 86’ | Marcatori | 40’, 51’ Riva |

| Cagliari 18 novembre 1973 5ª giornata | Cagliari      | 0 – 0 | Bologna | Stadio Sant'Elia\| Arbitro: \| Motta (Monza) \| |
| Arbitro:                              | Motta (Monza) |       |         |                                                 |

| Arbitro: | Gussoni (Tradate) |

|                       |           |  |
| Busatta 29’ Luppi 87’ | Marcatori |  |

| Arbitro: | Giunti (Arezzo) |

|  |           |               |
|  | Marcatori | 21’ Chinaglia |

| Arbitro: | Bernardis (Milano) |

|            |           |         |
| Simoni 78’ | Marcatori | 3’ Riva |

| Arbitro: | Menicucci (Firenze) |

|           |           |          |
| Lippi 50’ | Marcatori | 41’ Riva |

| Arbitro: | Angonese (Mestre) |

|                   |           |              |
| Gori 45’ Riva 85’ | Marcatori | 50’ Altafini |

| Cagliari 30 dicembre 1973 11ª giornata | Cagliari       | 0 – 0 | Cesena | Stadio Sant'Elia\| Arbitro: \| Trono (Torino) \| |
| Arbitro:                               | Trono (Torino) |       |        |                                                  |

| Arbitro: | Lattanzi (Roma) |

|                                                       |           |          |
| Saltutti 10’ Caso 23’ Speggiorin 32’ Merlo 38’ (rig.) | Marcatori | 85’ Riva |

| Arbitro: | Prati (Parma) |

|                               |           |  |
| Bernardis 18’ (aut.) Riva 78’ | Marcatori |  |

| Arbitro: | Cantelli (Firenze) |

|  |           |          |
|  | Marcatori | 67’ Riva |

| Arbitro: | Trinchieri (Reggio Emilia) |

|                 |           |           |
| Gori 60’ (rig.) | Marcatori | 22’ Orazi |

#### Girone di ritorno
| Arbitro: | Picasso (Chiavari) |

|             |           |  |
| Braglia 69’ | Marcatori |  |

| Arbitro: | Bernardis (Milano) |

|          |           |  |
| Gori 88’ | Marcatori |  |

| Arbitro: | Toselli (Cormons) |

|                   |           |                        |
| Pulici 82’ (rig.) | Marcatori | 26’ Nobili 70’ Poletti |

| Arbitro: | Barbaresco (Cormons) |

|  |           |             |
|  | Marcatori | 67’ Benetti |

| Arbitro: | Levrero (Genova) |

|                                              |           |          |
| Novellini 11’ Rimbano 66’ Savoldi 78’ (rig.) | Marcatori | 63’ Riva |

| Arbitro: | Reggiani (Bologna) |

|              |           |                |
| Marchesi 24’ | Marcatori | 54’ Zaccarelli |

| Arbitro: | Torelli (Milano) |

|                           |           |  |
| Chinaglia 24’, 80’ (rig.) | Marcatori |  |

| Arbitro: | Angonese (Mestre) |

|  |           |           |
|  | Marcatori | 2’ Simoni |

| Arbitro: | Branzoni (Pavia) |

|               |           |                |
| Riva 13’, 46’ | Marcatori | 56’ Rossinelli |

| Arbitro: | Barbaresco (Cormons) |

|            |           |          |
| Causio 84’ | Marcatori | 53’ Riva |

| Arbitro: | Schena (Foggia) |

|            |           |          |
| Toschi 60’ | Marcatori | 42’ Gori |

| Arbitro: | Lazzaroni (Milano) |

|           |           |  |
| Piras 81’ | Marcatori |  |

| Arbitro: | Lattanzi (Roma) |

|             |           |          |
| Faloppa 36’ | Marcatori | 10’ Gori |

| Arbitro: | Menegali (Roma) |

|          |           |           |
| Riva 69’ | Marcatori | 27’ Bedin |

| Arbitro: | Levrero (Genova) |

|                       |           |  |
| Prati 35’ Spadoni 87’ | Marcatori |  |

### Coppa Italia

#### Primo turno
| Taranto 29 agosto 1973 1ª giornata | Taranto                       | 0 – 0 | Cagliari | Stadio Salinella\| Arbitro: \| Mascali (Desenzano del Garda) \| |
| Arbitro:                           | Mascali (Desenzano del Garda) |       |          |                                                                 |

| 2 settembre 1973 2ª giornata |  | – Riposo |  |  |

| Arbitro: | Cantelli (Firenze) |

|  |           |                          |
|  | Marcatori | 50’ Michesi 55’ Fiorillo |

| Arbitro: | Calì (Roma) |

|               |           |  |
| Pellizzaro 2’ | Marcatori |  |

| Arbitro: | Porcelli (Lodi) |

|          |           |                                |
| Gori 40’ | Marcatori | 57’ Longoni 89’ (aut.) Poletti |

## Statistiche

### Statistiche di squadra
| Competizione | Punti | In casa | In casa | In casa | In casa | In casa | In casa | In trasferta | In trasferta | In trasferta | In trasferta | In trasferta | In trasferta | Totale | Totale | Totale | Totale | Totale | Totale | DR  |
| Competizione | Punti | G       | V       | N       | P       | Gf      | Gs      | G            | V            | N            | P            | Gf           | Gs           | G      | V      | N      | P      | Gf     | Gs     | DR  |
| ------------ | ----- | ------- | ------- | ------- | ------- | ------- | ------- | ------------ | ------------ | ------------ | ------------ | ------------ | ------------ | ------ | ------ | ------ | ------ | ------ | ------ | --- |
| Serie A      | 28    | 15      | 5       | 7       | 3       | 12      | 9       | 15           | 2            | 7            | 6            | 13           | 23           | 30     | 7      | 14     | 9      | 25     | 32     | -7  |
| Coppa Italia | -     | 2       | 0       | 0       | 2       | 1       | 4       | 2            | 0            | 1            | 1            | 0            | 1            | 4      | 0      | 1      | 3      | 2      | 7      | -5  |
| Totale       | -     | 17      | 5       | 7       | 5       | 13      | 13      | 17           | 2            | 8            | 7            | 13           | 24           | 34     | 07     | 15     | 12     | 27     | 39     | -12 |

### Statistiche dei giocatori
Durante la stagione viene espulso dal campo una sola volta Mancin.
| Giocatore     | Serie A  | Serie A | Coppa Italia | Coppa Italia | Totale   | Totale |
| Giocatore     | Presenze | Reti    | Presenze     | Reti         | Presenze | Reti   |
| ------------- | -------- | ------- | ------------ | ------------ | -------- | ------ |
| E. Albertosi  | 30       | -31     | 4            | -5           | 34       | -36    |
| M. Brugnera   | 22       | 3       | 0            | 0            | 22       | 3      |
| C. Butti      | 28       | 0       | 4            | 0            | 32       | 0      |
| R. Copparoni  | 1        | -1      | 0            | 0            | 1        | -1     |
| R. Dessì      | 17       | 0       | 0            | 0            | 17       | 0      |
| S. Gori       | 29       | 5       | 4            | 1            | 33       | 6      |
| C. Idini      | 0        | 0       | 2            | 0            | 2        | 0      |
| E. Mancin     | 15       | 0       | 3            | 0            | 18       | 0      |
| D. Marchesi   | 17       | 1       | 2            | 0            | 19       | 1      |
| Nenè          | 22       | 0       | 3            | 0            | 25       | 0      |
| C. Niccolai   | 15       | 0       | 4            | 0            | 19       | 0      |
| B. Nobili     | 13       | 1       | 3            | 0            | 16       | 1      |
| S. Nocera     | 1        | 0       | 3            | 0            | 4        | 0      |
| V. Petta      | 0        | 0       | 1            | 0            | 1        | 0      |
| L. Piras      | 1        | 1       | 0            | 0            | 1        | 1      |
| F. Poletti    | 19       | 1       | 1            | 0            | 20       | 1      |
| C. Poli       | 30       | 0       | 3            | 0            | 33       | 0      |
| R. Quagliozzi | 15       | 0       | 0            | 0            | 15       | 0      |
| G. Riva       | 25       | 15      | 2            | 0            | 27       | 15     |
| R. Roffi      | 18       | 0       | 0            | 0            | 18       | 0      |
| G. Tomasini   | 14       | 0       | 4            | 0            | 18       | 0      |
| M. Valeri     | 15       | 0       | 3            | 0            | 18       | 0      |